# 鬼形短吻獅子魚
鬼形短吻獅子鱼，为輻鰭魚綱鮋形目杜父魚亞目狮子鱼科的其中一種。分布於北太平洋區，包括薩哈林島、白令海及阿留申群島等海域，屬深海魚類，棲息在水深73至1600公尺的水域，生活習性不明。